# Ait Ouabelli
Ait Ouabelli  (in arabo أيت وابلي‎?) è un centro abitato e comune rurale del Marocco situato nella provincia di Tata, regione di Souss-Massa. Conta una popolazione di 2 401 abitanti (censimento 2014).